# Alins
Alins es un municipio español de la provincia de Lérida, situado en el este de la comarca del  Pallars Sobirá. Limita al sureste con la comarca del Alto Urgel, al este con Andorra (parroquia de La Massana) y al noreste con Francia (región de Occitania).

## Geografía humana

### Demografía
Cuenta con una población de 275 habitantes (INE 2024).
| Gráfica de evolución demográfica de Alins entre 1842 y 2021 |
| |
| Población de derecho según los censos de población del INE Población de hecho según los censos de población del INEEn estos censos se denominaba Alíns: 1887, 1897, 1900, 1910, 1920, 1930, 1940, 1950, 1960, 1970 y 1981 Entre el censo de 1930 y el anterior, crece el término del municipio porque incorpora a 25510 (Areo), 25517 (Aynet de Besán), 25559 (Noris), 25584 (Tor) |

| 1900 | 1930 | 1950 | 1970 | 1981 | 1986 |
| ---- | ---- | ---- | ---- | ---- | ---- |
| 826  | 741  | 635  | 355  | 313  | 294  |

## Entidades de población
| Entidades de población          | Habitantes (2009) |
| ------------------------------- | ----------------- |
| Aynet de Besán (Ainet de Besan) | 43                |
| Alins                           | 79                |
| Arahos (Araós)                  | 37                |
| Areo (Àreu)                     | 99                |
| Besán (Besan)                   | 5                 |
| Noris (Norís)                   | 14                |
| Tor                             | 20                |

## Economía
Ganadería y turismo.

## Lugares de interés
- Iglesia de San Julián, de estilo románico, en Aynet de Besán.
- Iglesia de San Esteban, de estilo prerrománico, en Arahos.
- Iglesia de San Félix, de estilo románico, en Areo.
- Ruinas del castillo de Areo.